# Біллінгс (округ, Північна Дакота)
47°02′ пн. ш. 103°22′ зх. д. / 47.04° пн. ш. 103.37° зх. д.
Округ Біллінгс (англ. Billings County) — округ (графство), що знаходиться у штаті Північна Дакота, США. Станом на 2010, чисельність населення становила 783. Його адміністративним центром є Медора. Усі інші населені пункти є невключеними. Ідентифікатор округу 38007.
У 1879 році було заплановано утворення округу Біллінґс, а заснований він був через сім років, 4 травня 1886 року. Він названий на честь президента Північної Тихоокеанської залізниці Фредеріка Біллінґса. Площа округу була скорочена для утворення нових округів: Ґолден-Веллі в 1912 році та Слоуп у 1915-му.

## Географія
Згідно з даними Бюро перепису населення США, округ має загальну площу 2986,3 км², з яких 2981,1 км² землі та 5,2 км² (0,17 %) води. Південна частина Національного парку Теодора Рузвельта знаходиться в центральній частині округу, на північ від Медори.

## Головні шосе
- Interstate 94
- US 85

## Історія
Округ утворений 1886 року.

## Демографія
Згідно з переписом 2000 року, в окрузі проживало 888 людей, 366 домогосподарств і 255 сімей. Густота населення становила 0,79 особи на квадратну милю (0,31/км²). Налічувалося 529 одиниць житла з середньою густиною 0,45 на квадратну милю (0,18/км²). Етнічний склад округу:
- Білі — 98,76 %;
- Індіанці — 0,11 %;
- Уродженці тихоокеанських островів — 0,11 %;
- Люди інших рас — 0,11 %;
- 0,90 % — двох або більше рас.

0,34 % населення були іспаномовними або латиноамериканцями будь-якої раси.
44,2 % були німецького, 17,5 % українського, 8,2 % норвезького і 5,4 % ірландського походження, за даними перепису 2000 року.
Віковий розподіл населення поданий у таблиці:
| Стать    | До 15 років | 15-21 | 22-29 | 30-39 | 40-49 | 50-65 | 65-85 | Понад 85 |
| -------- | ----------- | ----- | ----- | ----- | ----- | ----- | ----- | -------- |
| Чоловіки | 85          | 47    | 28    | 46    | 103   | 85    | 67    | 10       |
| Жінки    | 72          | 42    | 17    | 62    | 84    | 75    | 60    | 5        |

## Суміжні округи
- Маккензі — на північ
- Данн — на північний схід
- Старк — на схід
- Слоуп — на південь
- Ґолден-Веллі — на захід